# Aloofushi
Aloofushi ou Aluvifushi est une petite île inhabitée des Maldives. 

## Géographie
Aloofushi est située dans le centre des Maldives, au Nord de l'atoll Nilandhe Sud, dans la subdivision de Dhaalu. 